# Харман, Грэм
Грэм Ха́рман (англ. Graham Harman; род. 9 мая 1968) — профессор Американского Университета в Каире (Египет), современный философ-метафизик, который пытается обратить вспять лингвистический поворот. Харман часто причисляется к спекулятивным реалистам, куда также относят Рэя Брасье, Йена Гамильтона Гранта и Квентина Мейясу. В область его научных интересов также входит философия Мартина Хайдеггера.

## Биография
Харман родился в городе Айова-Сити и вырос в Маунт-Вернон (Айова). Он получил степень бакалавра в Сент-Джонс Колледж в Аннаполисе, Мэриленд в 1990 году и в 1991 году отправился в Университет штата Пенсильвания под руководством философа Альфонсо Лингиса. Пока Харман стремился получить степень доктора философских наук в Университете Де Поля, он подрабатывал спортивным репортером, где, по его словам, он развил свои писательские навыки и высокую продуктивность. После завершения обучения в 1999 году он получил должность на кафедре философии в Американском университете в Каире, где он и поныне преподает с 2000 года.

## Философия
Харман начал развивать свою философию с концепта "инструмент-анализа" Мартина Хайдеггера в "Бытии и времени". Для Хармана, инструмент-анализ был ключевым открытием, которое создает основу для серьезного рассмотрения  возможности автономного существования объектов и, таким образом, подчеркивается недостаток феноменологии в ее стремлении подчинить бытие объектов их отношению к человеческому бытию, тому, как человек их использует.
Харман считается одним из основателей спекулятивного реализма, направления современной философии, последователей которой определяют всего две наиболее важные черты: отказ от антропоцентристских "философий доступа", которые ставят человеческое бытие в привилегированное положение по отношению к остальным объектам, другая черта -  защита позиции реализма путем отказа от "корреляционизма" - предположения посткантианской философии, под которой Квентин Мейясу, другой основатель спекулятивного реализма, подразумевает "идею, согласно которой мы можем иметь доступ только к корреляции между мышлением и бытием, но никогда к чему-то одному из них в отдельности". Метод объект-ориентированной онтологии Хармана направлен на то, чтобы рассматривать жизнь всех объектов как благородную почву для метафизики, которая может превзойти антропоцентризм и корреляционизм.
Согласно Харману, все является объектами, пусть это будет хоть почтовый ящик, тень, космическое пространство, сказочный персонаж или даже Содружество Наций. Однако, опираясь на феноменологию, он разделяет объекты на реальные и чувственные (интенциональные), и это разделение определяет различие объект-ориентированной онтологии Хармана от акторно-сетевой теории Бруно Латура.
Харман, вслед за Хайдеггером, определяет реальные объекты как недоступные и бесконечно изъятые из отношений и затем задается вопросом, каким образом эти объекты взаимодействуют друг с другом и с человеком в частности. По определению реальные объекты не могут взаимодействовать прямо. Реальные объекты несоизмеримы с нашим знанием, непереводимы в какие-нибудь отношения, будь то познавательные или какие-либо еще. Объекты могут быть познаны только непрямым путем. И эта возможность принадлежит не только людям - она принадлежит всем объектам. 
Другая важная идея Хармана отсылает нас к Гуссерлю. Харман пишет, что объекты неисчерпаемы. Полицейский поглощает банан, низводя этот фрукт до подручного бытия, также как это делает обезьяна, или паразит, который заражает его, или даже ветер, когда срывает этот банан с дерева. Тем не менее, бытие-банана есть его подлинная реальность, которая не сводится к каком-либо отношению к человеку или к любой другой сущности. Из-за этой неисчерпаемости Харман задается метафизическим вопросом, как два объекта могут взаимодействовать. Его решение этой проблемы заключается в том, чтобы ввести концепт "замещающей причинности", согласно которой могут взаимодействовать только чувственные объекты (хоть они и не имеют онтологического статуса).
Идя вразрез с феноменологической традицией и лингвистическим поворотом, Харман развертывает новый метафизический реализм, которые пытается вывести объекты из человеческого плена, и затем он говорит о том, что существует странный подземный мир объектов в себе: комета в себе, обезьяна в себе, Кока-Кола в себе, они резонируют в подвалах бытия, где нет никакого отношения.

## Имматериализм. Объекты и социальная теория
В данной работе Грэм Харман предлагает дальнейшее развитие своего объект-ориентированного похода, чтобы прояснить природу и статус объектов в социальной жизни. Его оппонентами выступают акторно-сетевая теория, разработанная Бруно Латуром и новый материализм, в противовес которым создаётся имматериалистическая теория, к аксиомам которой относятся всеобщая дискретность, отрицание полной контингентности в понимании К. Мейясу и имманентности, признание автономии сущностей, единичность вещей. Главным новшеством имматериализма является идея симбиоза, которая рассматривается на примере Голландской Ост-Индской компании. В последней главе Харман даёт небольшой список предварительных правил метода объект-ориентированной онтологии:  
Правило 1. Объекты, а не акторы. Хотя АСТ и идёт дальше, чем многие современные мыслители, размещая все сущности на одном уровне вместо того, чтобы заранее предполагать, что человеческие существа заслуживают иной онтологической категории; нет причины для того, чтобы сосредотачиваться лишь на действиях объекта, подменяя его вольной парафразой. Вещи присутствуют в своей активности, а не создаются ею.
Правило 2. Имматериализм, а не материализм. Материализм – это программа «перехода прямиком к самой сути» и подмены объектов их составом или их собственными внешними эффектами, но тогда нельзя будет объяснить явления эмерджентности и происходящие изменения соответственно. Поэтому зачастую объекты превосходят свои составные части и даже могут воздерживаться от каких-либо действий. 
Правило 3. Объект больше известен своими не-отношениями, чем своими отношениями. Если АСТ склонна считать, что выключенные из отношений объекты являются «аутсайдерами», то в имматериализме объекты стремится прежде всего к автономии, а не к взаимосвязи.
Правило 4. Объект лучше познаётся по его непосредственным неудачам, чем по его успехам. Если Бруно Латур предлагает искать союзы, которые делают актора сильнее, то для ООО наиболее важными оказываются слабости объекта. Однако рассматривать стоит именно непосредственные неудачи, так как подобный подход позволяет прояснить разрыв между стремлениями объекта и теми факторами, которые его ограничивают. 
Правило 5. Чтобы понять социальные объекты, нужно искать их симбиозы. Модель симбиоза была позаимствована Харманом из теории последовательного эндосимбиоза Линн Маргулис, согласно которой постепенное формирование генофонда путём естественного отбора менее важно, чем поворотные симбиозы различных организмов, например, превращение прежде самостоятельных организмов в функциональные части единой клетки. Такая идея важна не только для понимания биологии, но для понимания биографий: ключевые моменты в человеческой жизни чаще всего происходят благодаря симбиозу с другим человеком, профессией, любимым автором и т.д. 
Правило 6. В жизни объекта симбиозы происходят относительно рано. Многие социальные объекты погибают быстро, а для тех, что выживают период роста относительно недолог. Симбиозы делают объект зависимым от предыдущих решений, тем самым ограничивая пространство возможностей. 
Правило 7. После того, как характер объекта сложился, симбиоз уже не бесконечно гибок. У каждого социального объекта есть точка невозврата, с пересечением которой спектр его возможных действий сужается.
Правило 8. Симбиозы – это слабые связи, которые, созревая становятся сильными. Ранние сильные связи – то, благодаря чему рождается объект, но было бы неправильно называть их симбиозами. Оказываясь в отношениях с другими, социальный объект постепенно становится настолько зависим, что разрыв отношений ставит под угрозу его собственное существование.
Правило 9. Симбиозы не обоюдны. Один объект может формировать связи с другим без того, чтобы последний формировал какую-либо связь с первым, что, однако, не значит, что обоюдные симбиозы невозможны.
Правило 10. Симбиозы асимметричны. Симметричными являются отношения, в которых качества одного объекта взаимодействуют с качествами другого, в то время как в асимметричном отношении как раз сам объект взаимодействует с качествами другого объекта. 
Правило 11. Объекты как события – это эхо объектов как объектов. Объект «даже в большей степени существует» на этапе, следующим за его первоначальным расцветом. Так, влияние 1960-х было понято лишь в следующем десятилетии.  
Правило 12. Рождение объекта взаимно и симметрично. Рождение социального объекта, например, G7, обусловлено стремлением к стабильности в обмен на меньшую степень автономии, в то время как симбиоз даёт больше автономии, сопряженной с высокими рисками.
Правило 13. Причина гибели объекта – чрезмерная сила его связей. Будучи зависимой от торговли пряностями и Малакки, Голландская Ост-Индская компания пришла в упадок вместе с падением прибыли и возрастающей уязвимостью региона.
Правило 14. Объект созревает благодаря экспансии своих симбиозов. С завершением периода симбиозов – обычно десяти лет после рождения –  объект может расширяться, приходить в упадок или умирать, но новые симбиозы будут для него недоступны.
Правило 15. Объект приходит в упадок в результате буквализации его симбиозов. В искусстве и философии объект превращается в карикатуру на самого себе в результате того, что сводится к четким формулировкам, которые может воспользоваться кто угодно, поэтому в этих областях необходимо постоянное новаторство.

### Статьи и книги на русском языке
- Харман Г. Четвероякий объект: Метафизика вещей после Хайдеггера / пер. с англ. А. Морозов и О. Мышкин. — Пермь: Гиле Пресс, 2015. — 152 с.
- Харман Г. Имматериализм. Объекты и социальная теория. – М., 2018.
- Харман Г. О замещающей причинности (пер. с англ. А. Маркова) // Новое литературное обозрение № 114 (2’2012), С. 75-90.
- Харман Г. Сети и ассамбляжи: возрождение вещей у Латура и Деланда // Логос. 2017. № 3. – С. 1-34.